# 布鲁赫韦勒
布鲁赫韦勒是德国莱茵兰-普法尔茨州的一个市镇。总面积8.13平方公里，总人口509人，其中男性248人，女性261人（2011年12月31日），人口密度63人/平方公里。